# Градња
Градња је насељено место града Врања у Пчињском округу. Она је брдско-планинско село у источном делу Пољанице. Од центра Власа, где је седиште Месне заједнице, удаљена је око 1,5 км. Према попису из 2022. било је 136 становника (према попису из 1991. било је 293 становника).

## Географија
Градња заузима простор око Крушоглавског потока, потока Мртве стране и Грађанске реке, која настаје од ова два потока. Сада је село разбијеног типа у коме се издвајају махале: Горња, Шуруменска, Доња, Веселинска, Лазина и Џангалска махала. Нешто је збијенија у делу Шуруменске махале. У Градњу се најлакше стиже из Власа, а могуће је доћи теренским возилом из Владичиног Хана, преко Јагњила и Срешка, али по сувом времену.

## Историја
Градња је име добило по некадашњем граду, који је по предању био близу ушћа Грађанске реке у Ветерницу, а његови становници имали њиве у данашњој махали Царинске Луке у Власу. У почетку, село је било збијеног типа. Куће су биле поред реке, у близини школе и цркве а колибе и трле по бреговима где су сада куће. Временом је људима досадило да живе на две локације, па су се преместили ка Мртвој страни, Лазини, Ланишту, Лајковици и низ реку, ближе својим њивама, пашњацима и шуми. У долини Крушоглавског потока постоји црквиште где је некада била црква Свете Петке, а легенда каже да је ту некада раније био манастир. Иначе село има два гробља, једно код цркве, а друго у Лазини, а поред Грађанске реке, на месту званом Вучјак су остаци старог гробља. Године 1861. Градња је имала око 40 кућа, а 1903. имала је око 75 кућа. Најстарије фамилије у Градњи су Шикопарци, који су пореклом из Приштине, Џелепци, Грнчарци, Џеласинци, Веселинци, Џангалци, Калуђерци, Ружићевци, Шуруменци, Ћосинци, Картавелци, Тодоровци , Рамчинци, Коларови, Багламарци.

## Живот
У Градњи су се људи бавили пољопривредом, нарочито ратарством, сточарством и воћарством. Од најстаријих времена у селу је било вредних занатлија познатих у целој Пољаници, а посебно су били истакнути колари, ковачи и лимари (клонфери), о чему говоре многа презимена и надимци у селу. Раније су се становници водом снабдевали из познатих кладенаца, као што су Света Петка, Дурук, Дулан, Горњи кладанац, Крушје, Картавелски и Шуруменски кладанац. Сада је у већини кућа вода доведена локалним водоводима. Од лековитих извора био је познат извор Водица у Парчевиној страни, а веровало се да лечи очи и ране.
Има четвороразредну основну школу, најстарију у Пољаници, која је радила још у турско време, али јој сада прети затварање због драстичног смањења броја ђака.
У Градњи је црква посвећена Светом Николи. Сеоска слава (литије) у Градњи је Света Тројица и Свети Тодор, а махала Лазина слави Светог Марка.

## Демографија
У насељу Градња живи 194 пунолетна становника, а просечна старост становништва износи 42,5 година (43,6 код мушкараца и 41,5 код жена). У насељу има 82 домаћинства, а просечан број чланова по домаћинству је 3,01.
Ово насеље је великим делом насељено Србима (према попису из 2002. године), а у последња три пописа, примећен је пад у броју становника.
|  |

| Демографија | Демографија | Демографија |
| Година      | Становника  | Становника  |
| ----------- | ----------- | ----------- |
| 1948.       | 682         |             |
| 1953.       | 687         |             |
| 1961.       | 599         |             |
| 1971.       | 494         |             |
| 1981.       | 351         |             |
| 1991.       | 293         | 283         |
| 2002.       | 247         | 249         |
| 2011.       | 187         |             |

| Етнички састав према попису из 2002.‍ | Етнички састав према попису из 2002.‍ | Етнички састав према попису из 2002.‍ | Етнички састав према попису из 2002.‍ | Етнички састав према попису из 2002.‍ |
| ------------------------------------ | ------------------------------------ | ------------------------------------ | ------------------------------------ | ------------------------------------ |
|                                      |                                      |                                      |                                      |                                      |
| Срби                                 | Срби                                 |                                      | 243                                  | 98,38%                               |
| Хрвати                               | Хрвати                               |                                      | 3                                    | 1,21%                                |
| Украјинци                            | Украјинци                            |                                      | 1                                    | 0,40%                                |
| непознато                            | непознато                            |                                      | 0                                    | 0,0%                                 |

| Година пописа     | 1948. | 1953. | 1961. | 1971. | 1981. | 1991. | 2002. |
| ----------------- | ----- | ----- | ----- | ----- | ----- | ----- | ----- |
| Број домаћинстава | 117   | 122   | 125   | 117   | 105   | 97    | 82    |

| Број чланова      | 1  | 2  | 3 | 4  | 5 | 6 | 7 | 8 | 9 | 10 и више | Просек |
| ----------------- | -- | -- | - | -- | - | - | - | - | - | --------- | ------ |
| Број домаћинстава | 21 | 24 | 9 | 11 | 7 | 4 | 3 | 0 | 3 | 0         | 3,01   |

| Пол    | Укупно | Неожењен/Неудата | Ожењен/Удата | Удовац/Удовица | Разведен/Разведена | Непознато |
| ------ | ------ | ---------------- | ------------ | -------------- | ------------------ | --------- |
| Мушки  | 92     | 13               | 69           | 9              | 1                  | 0         |
| Женски | 111    | 20               | 69           | 21             | 1                  | 0         |
| УКУПНО | 203    | 33               | 138          | 30             | 2                  | 0         |

| Пол    | Укупно                    | Пољопривреда, лов и шумарство | Рибарство                            | Вађење руде и камена | Прерађивачка индустрија       |
| ------ | ------------------------- | ----------------------------- | ------------------------------------ | -------------------- | ----------------------------- |
| Мушки  | 48                        | 18                            | 0                                    | 0                    | 15                            |
| Женски | 46                        | 13                            | 0                                    | 0                    | 30                            |
| УКУПНО | 94                        | 31                            | 0                                    | 0                    | 45                            |
| Пол    | Производња и снабдевање   | Грађевинарство                | Трговина                             | Хотели и ресторани   | Саобраћај, складиштење и везе |
| Мушки  | 0                         | 4                             | 0                                    | 1                    | 1                             |
| Женски | 0                         | 0                             | 1                                    | 0                    | 0                             |
| УКУПНО | 0                         | 4                             | 1                                    | 1                    | 1                             |
| Пол    | Финансијско посредовање   | Некретнине                    | Државна управа и одбрана             | Образовање           | Здравствени и социјални рад   |
| Мушки  | 0                         | 1                             | 0                                    | 3                    | 0                             |
| Женски | 0                         | 0                             | 0                                    | 1                    | 0                             |
| УКУПНО | 0                         | 1                             | 0                                    | 4                    | 0                             |
| Пол    | Остале услужне активности | Приватна домаћинства          | Екстериторијалне организације и тела | Непознато            | Непознато                     |
| Мушки  | 3                         | 0                             | 0                                    | 2                    | 2                             |
| Женски | 0                         | 0                             | 0                                    | 1                    | 1                             |
| УКУПНО | 3                         | 0                             | 0                                    | 3                    | 3                             |

## Галерија слика
- Основна школа
- Црква Свети Никола
- Звоник цркве Свети Никола
- Ново насеље на ушћу Градњанске реке
- Одвајање пута за заселак Лазина